# Monobia yacochuyae
Monobia yacochuyae är en stekelart som beskrevs av Abraham Willink 1982.
Monobia yacochuyae ingår i släktet Monobia och familjen Eumenidae. Inga underarter finns listade i Catalogue of Life.